# لاکتاریوم

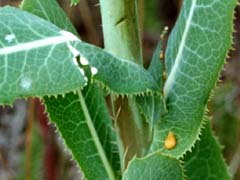
لاکتاریوم مترشحه از لاکتوکا ویرسا

لاکتاریوم مایعی شیری است که توسط گونه‌های مختلفی از کاهو بویژه لاکتوکا ویرسا و از ته ساقه آنها ترشح می‌شود. این مایع به خاطر خواص آرام‌بخش و مسکنی که دارد به عنوان تریاک کاهو شناخته شده است. طبق گزارش مصرف آن موجب احساس خفیف شادی و سرخوشی و حداقل مرگ یک نفر شده است، که برای کیف و مستی آنرا مصرف کرده بود.
به علت لاتکس بودن لاکتاریوم از نظر فیزیکی شبیه تریاک است ، چون هنگام خروج به شکل مایع و سفیدرنگ است و می‌توان آنرا به شکل جامد دودکردنی درآورد.